# Solaris Urbino 12 LE
Solaris Urbino 12 Low Entry – niskowejściowy autobus z serii Solaris Urbino przeznaczony dla komunikacji podmiejskiej, produkowany od 2005 roku przez polską firmę Solaris Bus & Coach S.A. z Bolechowa koło Poznania.

## Historia modelu
„Solaris Urbino 12 LE” Powstał głównie z myślą o krajach skandynawskich. Zadebiutował jako prototyp na wystawie Transexpo w Kielcach we wrześniu 2004 roku. Model oparty na drugiej generacji Urbino był produkowany od wiosny 2005 roku. Jedyny egzemplarz sprzedano do Ostrawy. Podłoga w pojeździe pierwszej generacji znajdowała się na poziomie 340 mm w pierwszych dwóch drzwiach i 880 mm w tylnej części. W porównaniu do wersji niskopodłogowej dach został podniesiony o 150 mm. Przewidywano, że w zależności od konfiguracji wnętrza zamontowanie w nim od 36 do 42 siedzeń pasażerskich oraz miejsca dla 56 bądź 62 osób stojących. Szkielet nadwozia został wykonany ze stali nierdzewnej. Zastosowano zamieszenie pneumatyczne z układem ECAS umożliwiającym zrobienie tzw. przyklęku.
Obecnie jest produkowany model oparty na trzeciej generacji autobusu Solaris Urbino. Początkowo do napędu tego modelu wykorzystywano silniki Iveco Cursor 8 o mocy 180 kW (245 KM) lub DAF PE 183C Euro 3 o mocy maksymalnej 183 kW (250 KM), stosowano również skrzynie biegów Voith 854.3. Obecnie stosowane są silniki spełniające normę Euro 4 produkowane przez firmę DAF typu PR 183, PR 228 oraz PR 265.
Graficznym symbolem autobusów „Urbino LE”, wykorzystywanym w celach promocyjnych, jest zielony jamnik z obniżonymi przednimi łapami, który ma symbolizować niski przód i podniesioną podłogę z tyłu.
Na targach Transexpo w Kielcach we wrześniu 2007 roku zaprezentowano odmianę tego autobusu napędzaną sprężonym gazem ziemnym Solaris Urbino 12 LE CNG. Pierwsze egzemplarze tej wersji napędzane były silnikiem MAN CNG E2876 LUH 02 o mocy 228 kW (310 KM). Obecnie do napędu wykorzystywany jest silnik Cummins ISLG 320B o mocy 238 kW (324 KM). Jednostka napędowa zblokowana jest z 5-biegową automatyczną skrzynią biegów Voith Diwa 5 – 864.5. Zbiorniki gazu są wkomponowane w konstrukcję dachu i częściowo wnikają do wnętrza pojazdu, dzięki takiemu rozwiązaniu udało się zmniejszyć wysokość autobusu oraz poprawić jego właściwości jezdne. Pierwsze egzemplarze tego modelu (dostosowane do napędu biogazem odzyskiwanym z miejskiego wysypiska śmieci) dotarły do odbiorców na początku 2008 roku.